# Réaction paradoxale
Une réaction paradoxale, ou un « effet paradoxal », est l'effet d'un traitement médical, habituellement un médicament, qui est à l'opposé de l'effet qui est normalement attendu.
Un exemple de réaction paradoxale est quand un médicament prévu pour soulager la douleur, provoque une augmentation de la douleur.
L'effet paradoxal a été observé avec des anxiolytiques (benzodiazépines), des antidépresseurs, des sédatifs, des stimulants, des antipsychotiques, des antibiotiques, et des barbituriques.

## Benzodiazépines
Les benzodiazépines, une classe de médicaments psychoactifs, ont des propriétés hypnotiques, sédatives, anxiolytiques, antiépileptiques, et de relaxants musculaires ; mais elles peuvent aussi susciter des effets exactement opposés.
Les individus sensibles peuvent réagir à un traitement benzodiazépines par une augmentation de l'anxiété, de l'agressivité, de l'agitation, de la confusion, de la désinhibition, de la perte de contrôle concernant les impulsions, de la loquacité, des comportements violents, et même des convulsions. Les effets indésirables paradoxaux peuvent même conduire à un comportement criminel.
De graves changements de comportement causés par les benzodiazépines ont été rapportés, incluant : la manie, la schizophrénie, la colère, l'impulsivité et l'hypomanie.
Dans une lettre au British Medical Journal, il a été signalé qu'une forte proportion de parents dénoncés pour maltraitance sur mineur (effective ou sous forme de menace), prenaient des médicaments au moment de la maltraitance, souvent une combinaison de benzodiazépines et d'antidépresseurs tricycliques. Beaucoup de mères décrivent qu'au lieu de se sentir moins anxieuses ou moins déprimées, elles sont devenues plus hostiles et plus ouvertement agressives envers l'enfant ainsi qu'envers les autres membres de la famille tout en consommant des tranquillisants. L'auteur met en garde sur les contraintes environnementales ou sociales, telles que la difficulté à faire face à un bébé qui pleure, qui combinées avec les effets des tranquillisants peuvent précipiter un événement de maltraitance sur mineur.
L'auto-agression a été signalée, et il a été démontré que le diazépam, une benzodiazépine, augmente le désir des sujets de se faire du mal.

## Antidépresseurs
Rarement, les antidépresseurs peuvent entrainer chez les utilisateurs des comportements violents ou des compulsions suicidaires, ce qui est à l'opposé de l'effet attendu et peut être considéré comme une réaction paradoxale.
Les enfants et les adolescents sont plus sensibles aux réactions paradoxales d'automutilation et d'idées suicidaires pendant un traitement antidépresseur, mais les cas sont très rares.

## Antipsychotiques
La chlorpromazine, un médicament antipsychotique et antiémétique, qui est classé comme tranquillisant, peut entraîner des effets paradoxaux tels que l'agitation, l'excitation, l'insomnie, des rêves bizarres, l'aggravation des symptômes psychotiques et des états confusionnels toxiques,. 